# Trévou-Tréguignec
Trévou-Tréguignec (en bretó An Trevoù) és un municipi francès, situat a la regió de Bretanya, al departament de Costes del Nord. L'any 2006 tenia 1.414 habitants.

## Demografia
| 1962                                       | 1968  | 1975  | 1982  | 1990  | 1999  |
| ------------------------------------------ | ----- | ----- | ----- | ----- | ----- |
| 1.154                                      | 1.059 | 1.218 | 1.266 | 1.210 | 1.144 |
| Des de 1962: població sense dobles comptes |       |       |       |       |       |

## Administració
| Període   | Identitat                | Partit |
| --------- | ------------------------ | ------ |
| 1990-1997 | Hervé de Boisriou        |        |
| 1997-2001 | Paul Zampèse             |        |
| 2001-2008 | Marie-Louise Le Morzadec | PS     |
| 2008-     | Alain Ernot              |        |